# Corsis
Els corsis o corsins (en llatí corsi, en grec antic Κορσοί) eren un poble de Sardenya esmentat tant per Plini el Vell com per Claudi Ptolemeu entre les tribus de l'interior de l'illa.
Pel seu nom se'ls suposa emigrants de la veïna illa de Còrsega, cosa que afirma expressament Pausànias, que diu que van conservar la independència a les muntanyes durant el domini cartaginès, i dominaven el nord muntanyós, al costat dels tibulatis que vivien al nord-est, prop de l'estret que separa l'illa de Còrsega i tenien la ciutat de Tibula com a capital.